# Лагерный (Челябинская область)
Лагерный — поселок Троицком районе Челябинской области. В составе Родниковского сельского поселения.

## География
Расположен в северной части района, в излучине р. Увельки, ниже места впадения в неё р. Тогузак. Рельеф — равнина (Западно-Сибирская равнина); ближайшие выс.— 233, 234 и 249 м. Ландшафт — лесостепь. Окрестности поселка безлесые. Л. связан шос. и проселочными дорогами с соседними населенными пунктами. Расстояние до районного центра (Троицк) 35 км, до центра сельского поселения (пос. Родники) — 5 км.

## История
Поселок основан в 1917 на месте хут. Каз. Лагерь, построенного в конце XVIII века для военных сборов казаков 3-го отдела ОКБ.
В 1919 году на территории поселка был организован совхоз «Образцовая ферма». По данным переписи, в 1926 году Лагерный относился к Карсинскому сельсовету Троицкого р-на Урал. обл., состоял из 32 дворов (118 жит.).
В советский период на территории поселка располагалось подсобное х-во № 1 Чел. облпотребсоюза, в 1937—38 — центр. усадь ба подсобного х-ва Управления домами отдыха офицерского состава, с 1959 — 6-е отделение совхоза «Карсинский».
Официально поселок зарегистрирован (и назван) в 1963 году. Ныне на его территории действует отделение СХПП «Карсинское».

## Население
| 2002 | 2010 |
| ---- | ---- |
| 330  | ↘248 |

(в 1956 — 454, в 1959 — 403, в 1970 — 325, в 1983 — 304, в 1995 — 345)

## Улицы
- Бережная улица
- Боровая улица
- Садовая улица
- Центральная улица